# 松江家庭裁判所
松江家庭裁判所（まつえかていさいばんしょ）は、島根県松江市にある日本の家庭裁判所の一つで、島根県を管轄している。略称は、松江家裁（まつえかさい）。出雲、浜田、益田、西郷（隠岐の島町）に支部を、雲南、川本に出張所を置いている。
松江家庭裁判所の本庁・支部は松江地方裁判所の本庁・支部に併設している。また、本庁・支部・出張所のいずれにも簡易裁判所を併設している。

## 所在地
- 本庁：島根県松江市母衣町68　北緯35度28分24.3秒 東経133度3分21.9秒 / 北緯35.473417度 東経133.056083度
JR山陰線 松江駅 1番のりばから｢北循環線外回り｣バス，2番のりばから｢大学･川津行き｣バス，3番のりばから｢松江しんじ湖温泉行き｣バスに乗車し，｢県民会館前｣停留所で下車 徒歩3分 または2番のりばから｢美保関ターミナル行き｣バス，｢マリンゲートしまね行き｣バスに乗車し，｢裁判所前｣停留所で下車
一畑電車北松江線 松江しんじ湖温泉駅 2番のりばから｢玉造温泉行き｣バス，｢大東行き｣バス，3番のりばから｢大庭･八雲行き｣バスに乗車し，｢県民会館前｣停留所で下車 徒歩3分
- 出雲支部：島根県出雲市今市町797-2　北緯35度21分52.9秒 東経132度45分11.7秒 / 北緯35.364694度 東経132.753250度
JR山陰線 出雲市駅 徒歩10分
- 浜田支部：島根県浜田市殿町980　北緯34度54分1秒 東経132度4分49.7秒 / 北緯34.90028度 東経132.080472度
JR山陰線 浜田駅から市役所方面(栄町，合庁経由)行きバス乗車 ｢浜田市役所前｣停留所下車すぐ
- 益田支部：島根県益田市幸町6-60　北緯34度40分19.1秒 東経131度51分16秒 / 北緯34.671972度 東経131.85444度
JR山陰線, 山口線 益田駅から医光寺行きバス乗車｢幸町｣停留所下車 徒歩3分，｢裁判所前」停留所下車　徒歩1分
- 西郷支部：島根県隠岐郡隠岐の島町港町指向5-1　北緯36度12分17.3秒 東経133度19分42.7秒 / 北緯36.204806度 東経133.328528度
西郷港から西へ徒歩15分
- 雲南出張所：島根県雲南市木次町木次980　北緯35度17分9.2秒 東経132度54分19.6秒 / 北緯35.285889度 東経132.905444度
JR木次線 木次駅下車　徒歩20分, またはバス乗車北原線　槻屋行き｢市役所前｣停留所下車　徒歩6分
- 川本出張所：島根県邑智郡川本町大字川本340　北緯34度59分38.2秒 東経132度29分50.7秒 / 北緯34.993944度 東経132.497417度
JR三江線 石見川本駅から徒歩10分

## 管轄
- 本庁
  - 松江市、安来市
  - 雲南出張所
    - 雲南市、仁多郡奥出雲町、飯石郡飯南町
- 出雲支部
  - 出雲市、大田市
- 浜田支部
  - 浜田市、江津市、
  - 川本出張所
    - 邑智郡川本町、美郷町、邑南町
- 益田支部
  - 益田市、鹿足郡津和野町、吉賀町
- 西郷支部
  - 隠岐郡海士町、西ノ島町、知夫村、隠岐の島町

※ただし、合議事件、少年事件は本庁で取り扱う。

※川本出張所は、家事審判法で定める家庭に関する事件の審判及び調停のみ扱い、その他の事務は浜田支部が扱う。

※雲南出張所は家事事件の受付および出張家事審判・出張家事調停のみ行い、その他の事務は本庁が扱う。

## 歴代所長
松江家庭裁判所の所長は松江地方裁判所の所長を兼任している。松江地方裁判所#歴代所長を参照。